# Bassin de Touva

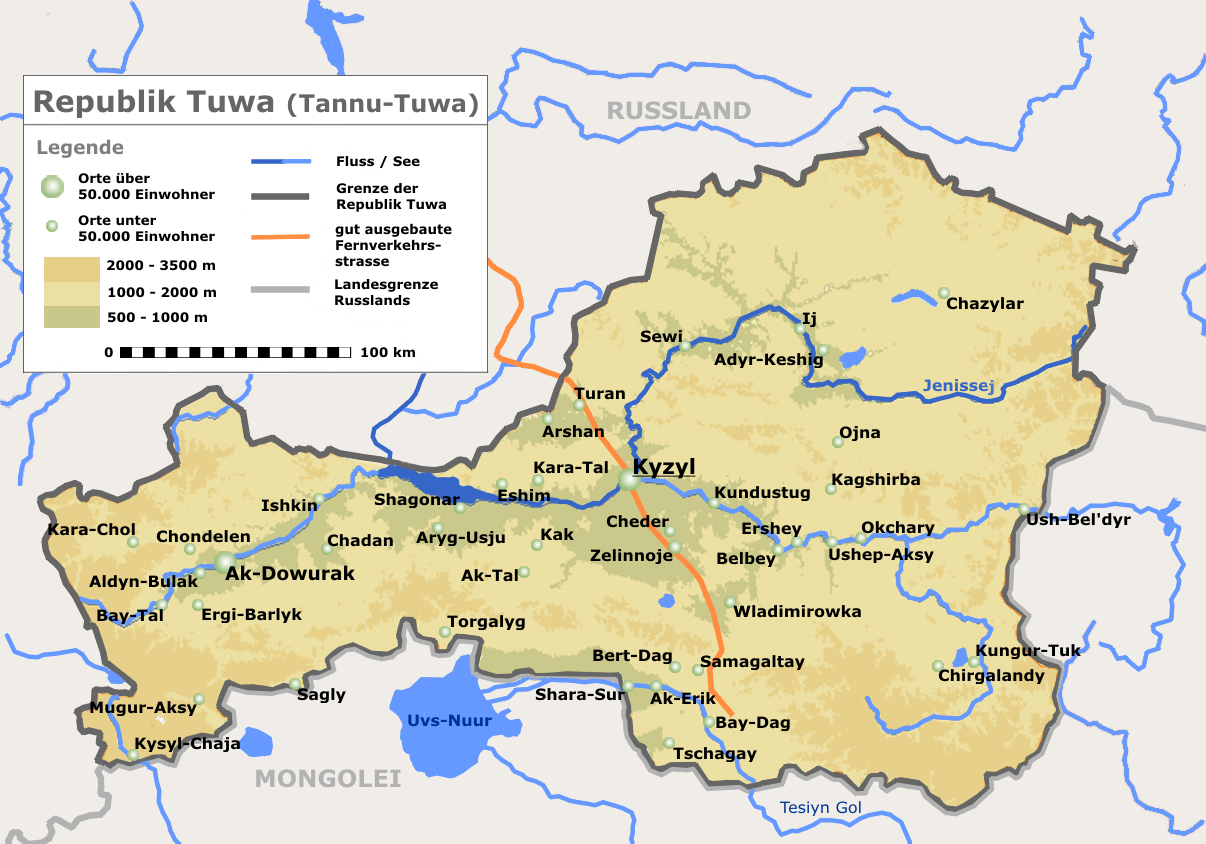
Carte de Touva, en vert les plaines.

Le bassin de Touva (en russe : Тувинская котловина, Touvinskaïa kotlovina) est une dépression dans le cours supérieur du Ienisseï, dans la République de Touva. Le bassin est délimité au nord par les chaînes du Saïan occidental, du Saïan oriental, à l'ouest de l'Altaï et au sud du Tannu-Ola. Sa longueur est d'environ 400 km, la largeur varie de 25 à 60-70 km. L'altitude varie de 600 à 900 m.

## Géographie
Le bassin est vallonnée, avec de nombreuses petites collines, et il est composé de steppes. Il est traversé par le Haut Ienisseï d'ouest en est, et le bassin se divise en deux parties, lui de Khemtchik à l'ouest et lui du Haut Ienisseï à l'est. Quelques éperons montagneux s'insèrent dans la plaine des chaînes environnantes.
Les steppes herbacées dominent la plaine sur des sols pauvres en humus, avec aussi des Caragana arborescens, et quelques forêts le nom des cours d'eau. On trouve des forêts de peupliers, avec aussi des cerisiers, des sorbiers, des saules et des Betula microphylla. Pour la faune, on trouve des lièvres, tamias de Sibérie, des belettes, des renards et des loups, avec dans les rivières des ombres.Le bassin de Touva concentre la majeure partie de l'économie de la république, avec un élevage bien développé (comme de moutons) ainsi qu'une culture de céréale (blé, orge, mil) et enfin une part importante venant de l'extraction du charbon.
Le climat du bassin est continental, avec un hiver froid, sans vent et ensoleillé. Le bassin ne reçoit que 180 à 300 mm de précipitations par an, à cause des chaînes de montagnes qui l'entourent sur tous les côtés. Entre 65 et 85% de ces précipitations tombent en été, et les températures en cette saison sont autour des 20°C, même si le mercure peut atteindre 35 voire 40°C. En janvier, les températures moyennes varient de -25 à -34°C, avec des records à -58°C.
Les principales villes de Touva sont situées dans le bassin, comme celles de Kyzyl, Chagonar, Tchadan, et d'Ak-Dovourak.